# Юровка (Любарский район)
Юровка (укр. Юрівка) — село на Украине, находится в Любарском районе Житомирской области.
Код КОАТУУ — 1823187301. Население по переписи 2001 года составляет 1285 человек. Почтовый индекс — 13106. Телефонный код — 4147. Занимает площадь 22,448 км².

## Адрес местного совета
13106, Житомирская область, Любарский р-н, с. Юровка, ул. Гв. Кантемировцев